# Sybra regalis
Sybra regalis är en skalbaggsart som beskrevs av Stefan von Breuning 1939. Sybra regalis ingår i släktet Sybra och familjen långhorningar. Inga underarter finns listade i Catalogue of Life.